# ДепешМод
«ДепешМод» — український художній фільм 2013 року, екранізація роману «Депеш Мод» українського письменника Сергія Жадана. Режисер стрічки — Михайло Лук'яненко.

## Сюжет
Троє друзів шукають четвертого, щоб розповісти йому про самогубство вітчима. В одній із квартир вони знаходять знайомого на прізвисько «Какао», який їм повідомляє про місце перебування зниклого Саші Карбюратора. У цій самій квартирі під впливом легких наркотиків Вася Комуніст і ще один персонаж фільму на прізвище Жадан слухають вечірню передачу про британський гурт «Депеш Мод».

## Виробництво

### Назва
На відміну від роману Жадана, який називається «Депеш Мод», фільм має назву «ДепешМод» (без пропуску між словами). Таким чином режисер Михайло Лук'яненко підкреслює, що фільм знято тільки за мотивами твору Жадана.

### Зйомки
На створення фільму режисера Михайла Лук'яненка надихнули театральні експерименти студентів-аматорів Харківського університету мистецтв. Зрештою у фільмі знялися студенти театрального факультету Національного університету мистецтв імені Котляревського.
Права на екранізацію роману Депеш Мод не були викуплені жодною великою кінокомпанією, тож режисер Михайло Лук'яненко спитав дозволу на зйомки напряму у автора роману Сергія Жадана, на що той відповів «Та знімайте заради Бога».
Написання сценарію тривало близько місяця, зйомки — приблизно 3 місяці. Усього було 5 знімальних днів. Два дні знімали на квартирі, по одному дню — на студії та на вулиці, й один день зйомки проходили на радіостанції. За словами режисера Михайла Лук'яненка, фактично фільм мав стати пілотним епізодом телесеріалу за мотивами роману Депеш Мод, який мав би складатися із 10 серій.

### Версії
Планується, що фільм вийде у трьох версіях: нецензурованій, цензурованій та в російському «гугнявому» дубляжі, зробленому у стилі відеокасет 90-х.

## Реліз
Фільми не виходив в український прокат і демонструвався у 2013 році тільки на спеціальних показах в Києві та Харкові.